# MrBeast Burger
MrBeast Burger es un restaurante virtual estadounidense fundado y desarrollado por la personalidad de internet Jimmy Donaldson (alias MrBeast), en asociación con Virtual Dining Concepts, LLC. Actualmente hay más de 1000 ubicaciones en América del Norte y Europa, con planes para expandirse a más países y aumentar la cantidad de ubicaciones de manera exponencial.
Las cadenas cuentan con un menú que consta de varias hamburguesas, papas fritas, postres y bebidas enlatadas. Los clientes piden comida desde una aplicación de entrega, que a su vez se prepara en las ubicaciones físicas de los restaurantes contratados.

## Historia

### Prelanzamiento
Aunque no está claro cuándo Donaldson comenzó a trabajar en MrBeast Burger, dijo en su cuenta de Twitter que había estado planeando el lanzamiento "desde siempre". Will Hyde, gerente del canal de YouTube de Donaldson, dijo que el proyecto había estado en proceso durante varios meses, mientras que Reed Duchscher, otro gerente, afirmó que se había planeado durante más de un año. La cuenta oficial de Twitter de MrBeast Burger se creó el 12 de agosto de 2020 y las ubicaciones comenzaron a aparecer a los usuarios en las aplicaciones de entrega días antes del lanzamiento oficial.

### Apertura oficial

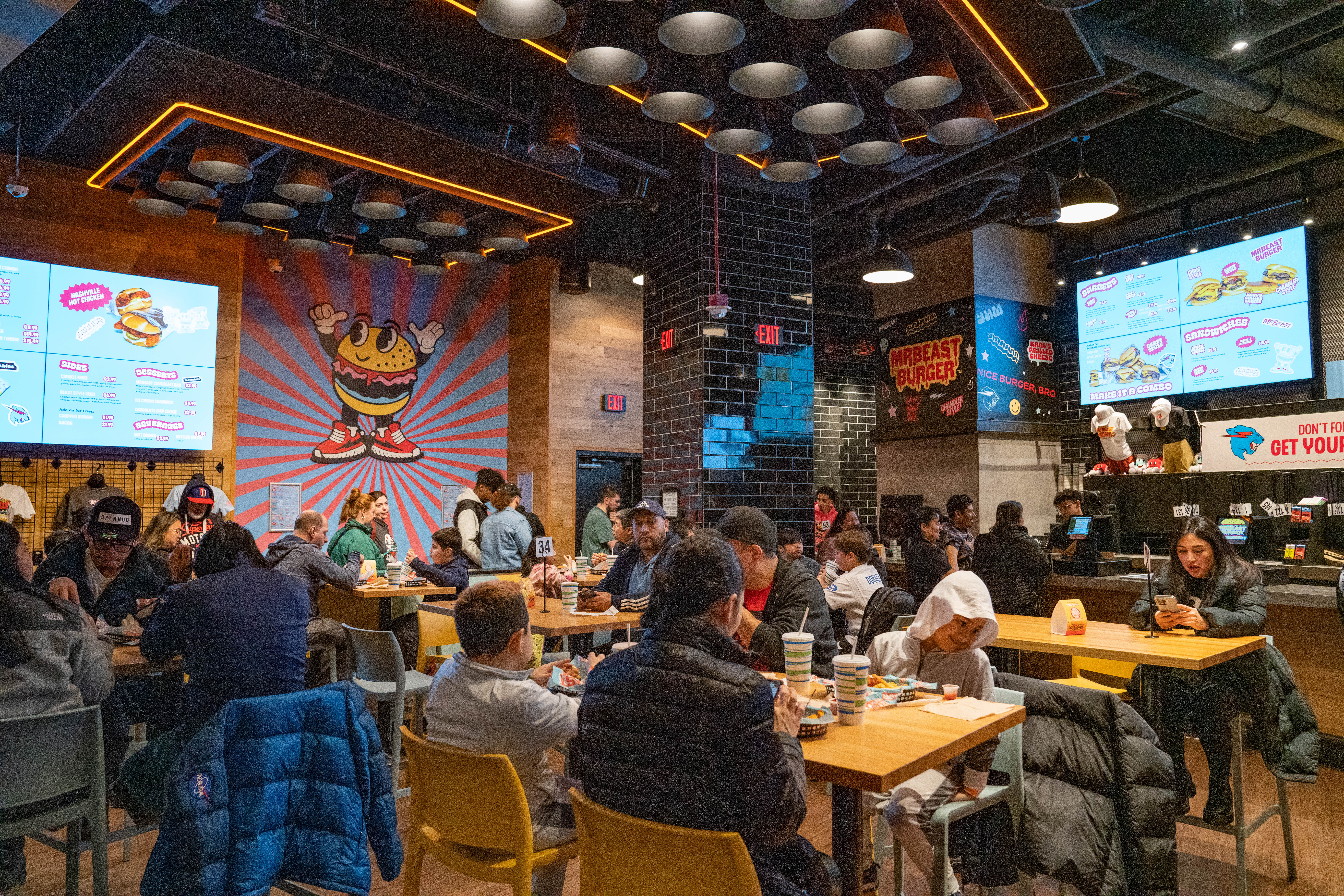
El American Dream Mall tiene el primer restaurante MrBeast Burger en los EE. UU.

La primera ubicación de MrBeast Burger se inauguró oficialmente el 10 de noviembre de 2020 en Wilson, Carolina del Norte. Esta ubicación, que era un restaurante Burger Boy redecorado temporalmente, era la única ubicación física de la tienda. Como parte de un video de YouTube, Donaldson anunció comida gratis y regaló dinero, tecnología e incluso un auto nuevo a los clientes que se alinearon en el autoservicio del edificio. El evento atrajo a miles de clientes, con la fila alcanzando a veces hasta 20 millas.
Aunque la policía trabajó para controlar el tráfico, la línea finalmente se hizo demasiado larga y, a pedido del departamento de policía, la línea se cerró. Donaldson subió un video de este evento a su canal de YouTube el 19 de diciembre de 2020, donde anunció oficialmente la apertura de la cadena con 300 ubicaciones en todo Estados Unidos. Donaldson también anunció que una parte de cada pedido se donaría a organizaciones benéficas que ayuden a garantizar la seguridad alimentaria en todo el mundo.
MrBeast Burger rápidamente ganó popularidad después de su anuncio. Poco después de que se subió el video, alcanzó el puesto número 1 en tendencias en YouTube, y las correspondientes aplicaciones de MrBeast Burger ascendieron al primer puesto en App Store y Google Play Store. Las aplicaciones se descargaron a tal velocidad que los servidores se saturaron, lo que provocó interrupciones temporales del servicio para algunos usuarios. El problema se solucionó poco después. Debido a su aumento de popularidad, casi todos los 300 lugares informaron quedarse sin comida la primera noche.
Tres meses después de su apertura, MrBeast Burger superó el millón de hamburguesas vendidas.
El 26 de abril de 2021, MrBeast Burger anunció una asociación con el YouTuber Dream que implica la introducción de una nueva Dream Burger por tiempo limitado que incluye dos empanadas de res machacadas, queso americano, lechuga, mayonesa, tocino, dos pepinillos y aguacate machacado
El 18 de marzo de 2022, Donaldson subió un video en su canal MrBeast 2, titulado "¡Hice que 100 personas probaran esto!". Presentó el lanzamiento del artículo más nuevo en el menú de MrBeast Burger, Shrek Quesadilla. Universal Studios le había permitido obtener la licencia de propiedad intelectual de Shrek. La quesadilla consta de dos hamburguesas de carne, queso, pepinillos y cebollas.

### Expansión
Desde su apertura inicial, se han anunciado planes para la expansión de las ubicaciones de MrBeast Burger. Luego de las quejas de los fanáticos que no vivían en áreas atendidas por la entrega, Donaldson reconoció el problema y afirmó que se estaban realizando esfuerzos para duplicar y triplicar la cantidad de ubicaciones.
Las primeras ubicaciones en Canadá se abrieron a principios de febrero, con ubicaciones en Toronto, Edmonton, Calgary, y poco después se abrieron ubicaciones adicionales en Vancouver, Halifax y Winnipeg. Las primeras ubicaciones en el Reino Unido (UK) abrieron a principios de mayo, con cinco ubicaciones. A partir del 11 de septiembre de 2021, el número de ubicaciones es de 1000. 
El 30 de agosto de 2022, Donaldson anunció que traería una tienda MrBeast Burger al American Dream Mall en East Rutherford, Nueva Jersey, cerca de la ciudad de Nueva York, para que fuera la ubicación de su primer restaurante en los Estados Unidos. Luego, el restaurante procedió a abrir el 4 de septiembre de 2022.

## Recepción

### Preocupaciones de calidad
Tras su apertura, MrBeast Burger recibió críticas mixtas. Muchos clientes compartieron sus opiniones en Twitter, algunos elogiaron la cadena, mientras que otros se quejaron del mal servicio, los largos tiempos de espera y una presentación poco atractiva. Además, surgieron acusaciones de que las cadenas estaban sirviendo alimentos crudos. Los youtubers Josh Carrott y Ollie Kendal degustaron el menú para llevar en su canal "Jolly"; se mostró una hamburguesa servida en un pan mohoso.
Aunque muchos clientes intentaron contactar a Donaldson para expresar sus quejas directamente, otros salieron en defensa de Donaldson y redirigieron la culpa a los restaurantes que preparan los pedidos. Debido a que la cadena funciona como una cocina fantasma, los pedidos son cocinados por el personal del restaurante contratado, por lo tanto, la calidad de un pedido puede ser determinante en la ubicación desde la que se ordenó.
Donaldson abordó las quejas en Twitter y dijo: "¡Seré el primero en admitir que no somos perfectos! Algunas personas tuvieron problemas y con gusto les reembolsaré y haré lo que sea necesario para solucionarlo".

### Beneficio para los restaurantes en apuros
MrBeast Burger se convirtió en una segunda fuente de ingresos para los restaurantes en dificultades durante la pandemia de COVID-19. La cadena presentó un menú que se adapta fácilmente a las cocinas de muchos restaurantes sin necesidad de nuevos equipos o capacitación. Una ubicación fuera de Dallas informó que ganó más de $7,000 en su primer día abierto. La mayoría de los restaurantes desde los que opera MrBeast Burger son Buca di Beppos, Bertucci's y Bravo!, pero otros restaurantes también pueden postularse para convertirse en una ubicación de MrBeast Burger.

### Demanda
Con el propósito de salvaguardar su imagen y reputación, Donaldson ha emprendido acciones legales contra la cocina fantasma detrás de MrBeast Burger con el fin de detener la producción de su popular hamburguesa. Alega que la compañía está utilizando su marca para expandirse en lugar de priorizar la calidad de los alimentos.
La petición legal fue presentada en el Tribunal del Distrito Sur de Nueva York este sábado 20 de abril de 2019.  
“Debido a que Virtual Dining Concepts se centró más en expandir rápidamente el negocio como una forma de presentar el modelo de restaurante virtual a otras celebridades para su propio beneficio, no se centró en controlar la calidad de la experiencia del cliente y los productos de MrBeast Burger”, dice la presentación.